# Gampola
Gampola es una ciudad de Sri Lanka en el distrito de Kandy, provincia Central, al sur de la ciudad de Kandy.

## Historia
Gampola llegó a ser la capital de Sri Lanka en 1344 con el rey Buwanekabahu IV, que gobernó durante cuatro años a mediados del siglo XIV. El último rey de Gampola fue el rey Buwanekabahu V, que gobernó la isla durante 29 años. Un noble conocido como Alagakkonara construyó una ciudad separada en Kotte. Con el tiempo sería la capital del Reino de Kotte, cerca de la actual Colombo.

## Monumentos

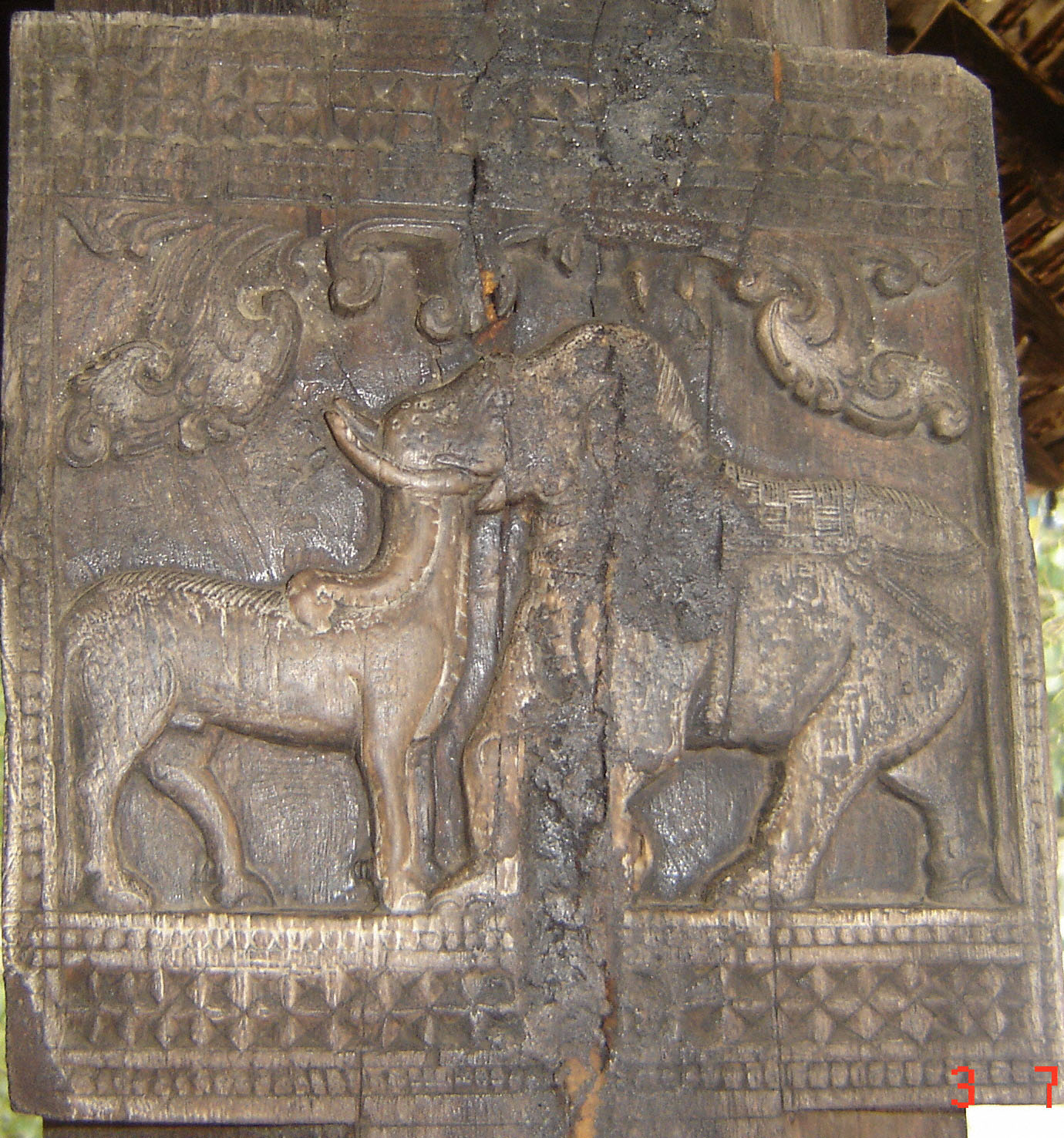
Talla de toro y elefante en el templo Embekka Devalaya.

De lo que se conserva de la era de Gampola, los templos más famosos son Lankatilaka Vihara, Gadaladeniya y Embekka Devalaya. 
Las antiguas inscripciones de piedra (Shila Lekhana) del templo Lankathilaka, fundado en 1344 ayudaron a revelar una cantidad considerable de información sobre la era Gampola. La estatua de Buda del templo indica un estilo con fuerte influencia tamil y del sur de la India. 
El santuario principal de Gadaladeniya, también de 1344, fue construido en un afloramiento rocoso y su aspecto es característico del sur de la India. Su interior alberga un Buda dorado bajo una torana de makara.
Ambekka Dewalaya, dedicado a Mahasen, popularmente conocido como Kataragama, posee una gran colección de tallas de madera, como en ningún otro sitio de Sri Lanka.

## Geografía
Se encuentra a una altitud de 490 m s. n. m. a 117 km de la capital nacional, Colombo, en la zona horaria UTC +5:30.

## Demografía
Según estimación 2011 contaba con una población de 26.704 habitantes.